# Pietro Annoni
Pietro Angelo Giorgio Carlo Annoni (ur. 14 grudnia 1886 w Mediolanie, zm. 19 kwietnia 1960 tamże) – włoski wioślarz i działacz sportowy, srebrny mistrz olimpijski.
Wystąpił na igrzyskach olimpijskich w Antwerpii w 1920, gdzie razem z Erminio Donesem, zdobył srebrny medal w dwójkach podwójnych. W finale Włosi przegrali o 10 sekund z Amerykańską dwójką w składzie: John Kelly i Paul Costello. Był to jego jedyny start olimpijski. W trakcie kariery reprezentował barwy klubu Canottieri Milano.
Ponadto razem z Donesem wywalczył złoty medal w dwójkach podwójnych na mistrzostwach Europy w Genewie w 1912.
Po zakończeniu kariery wioślarskiej został działaczem sportowym. W latach 1935-1936 był prezesem A.C. Milan.